# Unión de Tula
Unión de Tula är en kommunhuvudort i Mexiko.   Den ligger i kommunen Unión de Tula och delstaten Jalisco, i den södra delen av landet, 500 km väster om huvudstaden Mexico City. Unión de Tula ligger 1 346 meter över havet och antalet invånare är 9 119.
Terrängen runt Unión de Tula är lite kuperad. Runt Unión de Tula är det ganska glesbefolkat, med 31 invånare per kvadratkilometer. Närmaste större samhälle är El Grullo, 17,5 km söder om Unión de Tula. I omgivningarna runt Unión de Tula växer huvudsakligen savannskog.